# Troy Beyer
Troy Yvette Beyer, manchmal auch Troy Byer (* 7. November 1964 in New York City) ist eine US-amerikanische Schauspielerin, Regisseurin und Drehbuchautorin.

## Leben
Beyer, Tochter einer Afroamerikanerin und eines Juden, debütierte als Schauspielerin in drei Folgen der Fernsehserie Unter der Sonne Kaliforniens aus dem Jahr 1985. In den Jahren 1986 und 1987 trat sie in der Fernsehserie Der Denver-Clan auf. In der Komödie Das Chaoten-Team (1987) spielte sie eine der größeren Rollen. 1992 übernahm Beyer die weibliche Hauptrolle in dem Musikvideo zum Song Sexy M.F. von Prince. Eine größere Rolle spielte sie an der Seite von Halle Berry in der Komödie Beverly Hills Beauties (1997), für die sie das Drehbuch schrieb.
Als Regisseurin debütierte Beyer mit dem Independent-Filmdrama Let’s Talk About Sex (1998), für das sie ebenfalls das Drehbuch schrieb und in dem sie eine der größeren Rollen übernahm. Als Regisseurin der Komödie Love Don’t Cost a Thing (2003) wurde sie im Jahr 2004 für den BET Comedy Award nominiert.
Beyer war von 1996 bis 2000 mit dem Filmproduzenten Mark Burg verheiratet und hat einen Sohn aus der Ehe.

## Filmografie (Auswahl)

### Als Schauspielerin
- 1986–1987: Der Denver-Clan (Dynasty, Fernsehserie, 16 Folgen)
- 1987: Das Chaoten-Team (Disorderlies)
- 1987: Onkel Toms Hütte (Uncle Tom’s Cabin, Fernsehfilm)
- 1989: Rooftops – Dächer des Todes (Rooftops)
- 1990: The White Girl
- 1991: The Five Heartbeats
- 1993: Walker, Texas Ranger (Fernsehserie, Folge Hetzjagd)
- 1993: Wieder Ärger mit Bernie (Weekend at Bernie’s II)
- 1995: The Little Death
- 1996: Eddie
- 1997: Beverly Hills Beauties (B*A*P*S)
- 1998: Gingerbread Man (The Gingerbread Man)
- 1998: Let’s Talk About Sex
- 2001: Good Advice – Guter Rat ist teuer (Good Advice)
- 2002: John Q – Verzweifelte Wut (John Q)
- 2002: A Light in the Darkness
- 2002: Teuflische Begegnung (Malevolent)
- 2012: Mommy’s Little Monster
- 2015: I Really Hate My Ex (Ex-Free)

### Als Regisseurin
- 1998: Let’s Talk About Sex
- 2003: Love Don’t Cost a Thing
- 2015: I Really Hate My Ex (Ex-Free)

### Als Drehbuchautorin
- 1997: Beverly Hills Beauties (B*A*P*S)
- 1998: Let’s Talk About Sex
- 2003: Love Don’t Cost a Thing
- 2015: I Really Hate My Ex (Ex-Free)